# Alfredo Attadia
Alfredo Attadia ( San Andrés, partido de San Martín, provincia de Buenos Aires, Argentina, 9 de enero de 1914 – Caracas Venezuela, 30 de enero de 1982) cuyo nombre completo era Alfredo Adolfo Attadia fue un bandoneonista, compositor y director de orquesta que tenía el apodo de El Bandoneón de Oro que le había puesto Armando Baliotti cuando pasó por su orquesta y se dedicó al género del tango.

## Actividad profesional
Era hijo de inmigrantes italianos y su padre solía tocar canciones de su país con una verdulera, con la que el pequeño Alfredo ejecutó sus primeros acordes antes de tomar con el maestro Agustín Dellafranca sus primeras clases en un bandoneón usado comprado por su padre.
A los 17 años debutó profesionalmente en una orquesta de señoritas en la Confitería París de su localidad natal. Después se incorporó a la orquesta que dirigía el violinista Alberto Pugliese, hermano de Osvaldo. Poco después formó la Típica Florida con el pianista, también joven, Alfredo De Angelis y, en 1933, se incorporó al sexteto que, dirigido por Alfredo Gobbi, también integraban Aníbal Troilo, Orlando Goñi, José Goñi y Agustín Furchi con la que tocó en el Café Buen Orden, de Brasil y Bernardo de Irigoyen y el cine Garay.
Más adelante pasó a la orquesta de Ricardo Malerba y también acompañó al cantor Aldo Campoamor e hizo relevos en la orquesta del pianista Nicolás Vaccaro. Por entonces es cuando se une al flamante conjunto que dirigía Rodolfo Biagi, en el que hace sus primeros arreglos.
En 1939 estuvo un breve lapso como primer bandoneón en la orquesta de Armando Baliotti en la que lucían también otros bandoneonistas: Argentino Galván, Armando Blasco, y Eduardo Del Piano. Después inició la etapa de su consolidación definitiva, cuando es contratado como principal bandoneonista y arreglista por Ángel D'Agostino para su conjunto cuyo cantor era Ángel Vargas y por el que pasaron músicos de la valía de Víctor Braña, Alberto del Bagno, Francisco De Lorenzo, Eduardo del Piano, Alberto del Mónaco, Víctor Félice, Alberto (Pajarito) García, Domingo Mattio y Mario Perini. Respecto de sus arreglos decía años después Attadia que había intentado disminuir un poco la preeminencia del piano y darle más aire al conjunto, pero la gente lo seguía a D'Agostino.
De esa etapa recordaba Attadia años después:

"Me gustaba el tono milonguero que tenía la orquesta. Además D'Agostino sabía repartir juego para que luciera el conjunto, y sobre todo la presencia de Vargas fue fundamental. Un cantor de época. Una voz hermosa para el tango y fraseadora como un fueye. La orquesta tenía mucha fuerza y seguidores".

A mediados de 1943, Attadia y Ángel Vargas dejan la orquesta para formar rubro propio, pero a los pocos meses el cantor volvió con D’Agostino y Attadía se quedó con los músicos y se fue a actuar a Montevideo. Regresó al año e hizo distintas presentaciones con su cantor Ricardo Gómez y al año siguiente incorporó a Alberto Ortiz.
En 1947 el cantor Héctor Pacheco que venía de la orquesta de Pedro Maffia se incorporó a su orquesta y debutaron en Radio El Mundo y en el cabaré Chantecler. En 1948 grabó para discográfica Lince el tango Descamisado, de Antonio Helú y Enrique Maroni y la marcha autoría de Sebastián Piana y Maroni, Peronista; el 23 de diciembre del mismo año registró para Odeon Milonga para Gardel, todas ellas con la voz de Pacheco y, con Jorge Beiró, Senda florida.
En desacuerdo con la incorporación de Beiró, se retiró Héctor Pacheco y fue reemplazado por Armando Moreno que se había separado de Roberto Garza, y grabaron Araca corazón, El Yacaré y Las cuarenta.
La orquesta actuó en Radio Belgrano, en el Dancing Ocean y en el cabaré Moulin Rouge, grabó para el sello Pathé y actuó en el Gran Café Ateneo de la ciudad de Montevideo. Más adelante Armando Moreno se desvinculó y fue sustituido por Enzo Valentino, proveniente de la orquesta de Domingo Federico, con el que grabó el tango Cualquier cosa, con gran éxito de ventas, con el instrumental Color de rosa en la otra faz del disco. También registraron el vals Recuerdo de mi madre, la milonga Betinoti y el tango Tus besos fueron míos.
Luego del derrocamiento de Juan Domingo Perón en 1955, Attadia se radicó en Caracas, Venezuela, donde continuó en los escenarios con ocasionales desplazamientos a Colombia, Ecuador, Aruba y otros lugares con su conjunto.
Excelente bandoneonista, notable fraseador milonguero, que tuvo especial lucimiento en las variaciones que realizó en el tango que compuso con Angel D'Agostino y Enrique Cadícamo, Tres esquinas. Sus mayores éxitos como compositor, además de Tres esquinas, fueron El Yacaré, con versos de Mario Soto; Hay que vivirla compadre y El cocherito, con Santiago Adamini; Y te dejé partir, con letra de José María Contursi, y los instrumentales El negro Pintos, Compadreando, Entre copa y copa, Todo terminó, El Negro Pintos, Cantando olvidaré, Mi fueye cincuentón, Ábranse las pulperías, As de copas, Racial y Notas de bandoneón.
Attadia falleció de un infarto el 30 de enero de 1982.